# المادة الجيلاتينية لرولاندو
قمة العمود الرمادي الخلفي، أحد الأعمدة الرمادية الثلاثة للحبل الشوكي، مغطاة بكتلة على شكل حرف V أو هلالية من الخلايا الدبقية العصبية الجيلاتينية الشفافة، تسمى المادة الجيلاتينية لرولاندو (بالإنجليزية: Substantia gelatinosa of Rolando)‏، والذي يحتوي على كل من الخلايا الدبقية العصبية، والخلايا العصبية الصغيرة. يرجع المظهر الجيلاتيني إلى التركيز المنخفض جدًا للألياف الميالينية. يمتد على طول الحبل الشوكي بالكامل إلى النخاع المستطيل حيث يصبح النواة الشوكية للعصب ثلاثي التوائم.
وهو يتوافق مع صفائح ريكسيد الثانية.